# Gisors
Gisors és un municipi francès situat al departament de l'Eure i a la regió de Normandia. L'any 2007 tenia 11.677 habitants.

## Demografia

### Població
El 2007 la població de fet de Gisors era d'11.677 persones. Hi havia 4.751 famílies, de les quals 1.646 eren unipersonals (615 homes vivint sols i 1.031 dones vivint soles), 1.234 parelles sense fills, 1.353 parelles amb fills i 518 famílies monoparentals amb fills.
La població ha evolucionat segons el següent gràfic:
Habitants censats

### Habitatges
El 2007 hi havia 5.168 habitatges, 4.841 eren l'habitatge principal de la família, 81 eren segones residències i 247 estaven desocupats. 2.497 eren cases i 2.582 eren apartaments. Dels 4.841 habitatges principals, 2.052 estaven ocupats pels seus propietaris, 2.679 estaven llogats i ocupats pels llogaters i 109 estaven cedits a títol gratuït; 379 tenien una cambra, 691 en tenien dues, 1.197 en tenien tres, 1.201 en tenien quatre i 1.373 en tenien cinc o més. 2.890 habitatges disposaven pel capbaix d'una plaça de pàrquing. A 2.531 habitatges hi havia un automòbil i a 1.202 n'hi havia dos o més.

### Piràmide de població
La piràmide de població per edats i sexe el 2009 era:
| Homes | Edats   | Dones |
| ----- | ------- | ----- |
| 8     | 95 o +  | 40    |
| 16    | 90 a 94 | 96    |
| 36    | 85 a 89 | 92    |
| 84    | 80 a 84 | 92    |
| 148   | 75 a 79 | 256   |
| 220   | 70 a 74 | 260   |
| 200   | 65 a 69 | 272   |
| 224   | 60 a 64 | 204   |
| 196   | 55 a 59 | 196   |
| 356   | 50 a 54 | 320   |
| 344   | 45 a 49 | 408   |
| 388   | 40 a 44 | 404   |
| 364   | 35 a 39 | 464   |
| 348   | 30 a 34 | 364   |
| 404   | 25 a 29 | 436   |
| 357   | 20 a 24 | 320   |
| 364   | 15 a 19 | 464   |
| 464   | 10 a 14 | 376   |
| 332   | 5 a 9   | 344   |
| 344   | 0 a 4   | 236   |

## Economia
El 2007 la població en edat de treballar era de 7.272 persones, 5.393 eren actives i 1.879 eren inactives. De les 5.393 persones actives 4.663 estaven ocupades (2.527 homes i 2.136 dones) i 730 estaven aturades (324 homes i 406 dones). De les 1.879 persones inactives 503 estaven jubilades, 628 estaven estudiant i 748 estaven classificades com a «altres inactius».

### Ingressos
El 2009 a Gisors hi havia 4.931 unitats fiscals que integraven 11.494 persones, la mediana anual d'ingressos fiscals per persona era de 16.937 €.

### Activitats econòmiques
Dels 629 establiments que hi havia el 2007, 2 eren d'empreses extractives, 13 d'empreses alimentàries, 3 d'empreses de fabricació de material elèctric, 35 d'empreses de fabricació d'altres productes industrials, 46 d'empreses de construcció, 182 d'empreses de comerç i reparació d'automòbils, 14 d'empreses de transport, 55 d'empreses d'hostatgeria i restauració, 6 d'empreses d'informació i comunicació, 36 d'empreses financeres, 36 d'empreses immobiliàries, 75 d'empreses de serveis, 81 d'entitats de l'administració pública i 45 d'empreses classificades com a «altres activitats de serveis».
Dels 172 establiments de servei als particulars que hi havia el 2009, 1 era una oficina d'administració d'Hisenda pública, 1 gendarmeria, 1 oficina de correu, 11 oficines bancàries, 2 funeràries, 20 tallers de reparació d'automòbils i de material agrícola, 3 tallers d'inspecció tècnica de vehicles, 1 establiment de lloguer de cotxes, 5 autoescoles, 6 paletes, 8 guixaires pintors, 5 fusteries, 11 lampisteries, 8 electricistes, 3 empreses de construcció, 14 perruqueries, 4 veterinaris, 6 agències de treball temporal, 38 restaurants, 14 agències immobiliàries, 5 tintoreries i 5 salons de bellesa.
Dels 100 establiments comercials que hi havia el 2009, 5 eren supermercats, 4 grans superfícies de material de bricolatge, 1 una gran superfície de material de bricolatge, 2 botiges de menys de 120 m², 11 fleques, 4 carnisseries, 2 peixateries, 4 llibreries, 21 botigues de roba, 7 botigues d'equipament de la llar, 8 sabateries, 5 botigues d'electrodomèstics, 6 botigues de mobles, 2 botigues de material esportiu, 1 una botiga de material esportiu, 5 drogueries, 3 perfumeries, 2 joieries i 7 floristeries.
L'any 2000 a Gisors hi havia 10 explotacions agrícoles.

## Equipaments sanitaris i escolars
El 2009 hi havia 1 hospital de tractaments de curta durada, 1 hospital de tractaments de mitja durada (seguiment i rehabilitació, 1 un hospital de tractaments de llarga durada, 1 centre d'urgències, 1 maternitat, 1 centre de salut, 5 farmàcies i 2 ambulàncies.
El 2009 hi havia 3 escoles maternals i 5 escoles elementals. A Gisors hi havia 3 col·legis d'educació secundària, 1 liceu d'ensenyament general i 1 liceu tecnològic. Als col·legis d'educació secundària hi havia 1.484 alumnes, als liceus d'ensenyament general n'hi havia 914 i als liceus tecnològics 368.
Gisors disposava d'un centre de formació no universitària superior de formació sanitària.

## Poblacions més properes
El següent diagrama mostra les poblacions més properes.